# 勞浩榮
勞浩榮，香港的資深電台節目主持、時事節目監製。

## 經歷
- 早在讀書期間，音樂老師就讚賞勞浩榮的磁性嗓子，提議他投身廣播事業。[1]
- 1975年加入商業電台工作，主持各式節目。與他同期的播音員有馮偉棠、錢佩卿、梁緻盈、盧雄等等。
- 1986年轉投香港電台，專責公共事務、時事節目。
- 其時，簡偉安病故、李學斌離任，香港電台廣播劇組缺乏男主角，向電台內部物色男聲人材。勞浩榮動聽，就成為了廣播劇台柱，時常擔任主角，也擁有不少劇迷聽眾，經常收到擁躉的禮物。[2]
- 1991年，回歸商台，協助推動時事資訊節目。[3]
- 1994年起，出任時事烽煙節目《風波裏的茶杯》的節目監製，與名咀鄭經翰、林旭華合作，將商台的收聽率推上高峰。[4]
- 2004年短暫接任《風波裏的茶杯》節目主持，[5][6] 後離任商台。[7] 輾轉在數碼電台DBC、網上電台D100主持時事評論節目。

## 編導
- 1989年，香港電台電視節目《香港經驗》系列[8]

## 配音

### 旁白
- 2014年，香港電台數碼31台，《世界和平》第二輯《烏克蘭（橙色革命）》，旁白。

## 電台

### 節目主持
- 1977年，商業電台第二台，「安樂窩」、「清晨漫步」[9]
- 1979年，商業電台第一台，「傾吓問吓」[10]
- 1983年，商業電台第一台，「一曲寄心聲」
- 1988年，香港電台第一台，「世事如棋」[2]
- 1989年，香港電台第一台，「點只傾傾」
- 1994-2004年，商業電台第一台，「風波裏的茶杯」，監製、聲音專欄[11]、兼任代主持
- 2012年，DBC，「十級自由phone」[12]
- 2015-2016年，D100，時評節目「成語故事」[13]

### 廣播劇
※粗體表示者為作品中的主角或要角
| 年度 | 作品名稱             | 播演角色                      | 備註                                                           |
| ---- | -------------------- | ----------------------------- | -------------------------------------------------------------- |
| 1986 | 星星月亮太陽         | 李國傑                        | 徐速小說 香港電台                                              |
| 1987 | 鳥語                 | 徐墨龍                        |                                                                |
| 1987 | 小玩意               | 林自亮                        |                                                                |
| 1987 | 幾度夕陽紅           | 同學                          |                                                                |
| 1987 | 為著舊時             | 殷醫生                        |                                                                |
| 1987 | 澄莊                 | 高卡泰                        | 岑凱倫小說                                                     |
| 1987 | 傲慢與偏見           | 閔利                          |                                                                |
| 1987 | 胭脂扣               | 袁永定                        |                                                                |
| 1987 | 男人心               | Charlie                       |                                                                |
| 1987 | 黃菊                 | 陸偉奇                        |                                                                |
| 1987 | 蝶神                 | David Lo（第二回）            | 張君默小說                                                     |
| 1987 | 我與鬼               | 葛小組前夫                    |                                                                |
| 1987 | 圓舞                 | 姚永欽                        | 亦舒小說                                                       |
| 1987 | 中華五千年           | 後唐莊宗李存勗                | 香港電台歷史廣播劇 第238集：【晉王滅燕（页面存档备份，存于）】 |
| 1988 | 中華五千年           | 後周世宗柴榮                  | 第259集：【柴榮南征（页面存档备份，存于）】                    |
| 1988 | 中華五千年           | 韓琦                          | 第284集：【韓范守邊（页面存档备份，存于）】                    |
| 1988 | 流金歲月             | 王永正                        | 亦舒小說 香港電台廣播劇 【按此播放第九、十回】                 |
| 1988 | 第八夜               | Wilson                        | 西茜凰小說                                                     |
| 1988 | 老婆，都係你最好     | 馬非                          |                                                                |
| 1988 | Ｍ的悲劇             | 真淵深造                      | 夏樹靜子原著                                                   |
| 1989 | 紫貝殼               | 夏夢軒                        | 瓊瑤小說 【按此播放第一回】                                    |
| 1989 | 芳草無情             | 孫世勳                        | 梁鳳儀小說，香港電台廣播劇 【按此播放】                        |
| 1989 | 二胡                 | 蔡民                          |                                                                |
| 1989 | 赤柱黃昏             | 原哲                          |                                                                |
| 1989 | 但願人長久           | Ray                           |                                                                |
| 1989 | 傅家的兒女們         | 傅如俊                        | 香港電台女作家文學劇場 於梨華小說                              |
| 1989 | 中華五千年           | 宋欽宗                        | 香港電台歷史廣播劇 第320集：【靖康之難】（页面存档备份，存于） |
| 1989 | 中華五千年           | 辛棄疾                        | 第340集：【辛棄疾歸宋】（页面存档备份，存于）                  |
| 1990 | 中華五千年           | 元好問                        | 第365集：【中州詩人】                                          |
| 1990 | 簡愛                 | 羅德維（Edward F. Rochester） | 香港電台                                                       |
| 1998 | 風雲                 | 不虛大師                      | 馬榮成漫畫改編 商業電台                                        |
| 2003 | 大衛營 - Episode III | 神父（第三季第三集）          | 「森美小儀」科幻愛情廣播劇 商業電台                            |